# Juan María Bordaberry
Juan María Bordaberry Arocena (Montevideo, 17 de junio de 1928-Montevideo, 17 de julio de 2011) fue un político y ganadero uruguayo. Fue presidente constitucional entre 1972 y 1973 y dictador durante la dictadura cívico-militar entre 1973 y 1976.
Desde el mes de noviembre del 2006 se encontraba cumpliendo una pena de penitenciaría, tras ser sometido a procesos por diversos delitos de lesa humanidad, como desaparición forzada de personas bajo su período de gobierno dictatorial, crímenes de homicidio político y atentado contra la Constitución en reiteración real. En un principio cumplió su detención en dependencias carcelarias uruguayas, pero desde enero del 2007, a causa de su estado de salud, permanecería bajo arresto domiciliario hasta fallecer.

## Biografía
Juan María Bordaberry Arocena nació el 17 de junio del año 1928 en Montevideo, Uruguay, en el seno de una familia acomodada de origen vasco-francés y con trasfondo colorado y riverista. 
Hijo del estanciero y político colorado Domingo Bordaberry Elizondo y de Elisa Arocena Folle, está emparentado con varias figuras de la política uruguaya, como por ejemplo sus tías abuelas maternas Matilde y Amalia de Arocena Artagaveytía, quienes fueron madre del periodista Eduardo Rodríguez Larreta y abuela paterna del político blanco Alberto Zumarán, respectivamente. Su abuelo materno Alejo fue doble primo y a su vez tío segundo de Elisa Nicanora Artagaveytía Arocena, abuela paterna del exsenador blanco Francisco Gallinal. Su hermano, Luis Ignacio, era casado con Gloria Fontana Etchepare, tía del legislador blanco Luis Alberto Heber. Además fue sobrino bisnieto del magnate Ramón Fermín Artagaveytia Gómez, uno de los tres uruguayos que perdieron la vida tras el hundimiento del RMS Titanic en 1912.
Educado en el colegio de los Padres Jesuitas, se transformó en un católico integrista y crítico del Concilio Vaticano II convocado por Juan XXIII. Dedicado desde joven a las actividades agropecuarias, sus primeras actividades políticas las realizó en el seno de la Liga Federal de Acción Ruralista liderada por Benito Nardone. 
Fue presidente de la Junta Cárnica Nacional (1959), miembro honorario del Comité del Plan de Desarrollo Agrícola (1960), miembro del Consejo Lanero Nacional (1960-1962) y presidente de la Comisión contra Enfermedades Bucopédicas (1962).
Fue elegido senador por el Partido Nacional en las elecciones generales de 1962 por la alianza nacionalista-ruralista, ocupando ese cargo entre 1963 y 1965. En 1964 aglutinó a sus seguidores en la Liga Federal de Acción Ruralista, integrándose en 1969 al Partido Colorado. Fue ministro de ganadería y agricultura entre 1969 y 1972 durante el gobierno de Jorge Pacheco Areco.

## Ascenso a la Presidencia

Ceremonia de traspaso presidencial del 1 de marzo de 1972, de Jorge Pacheco Areco a Juan María Bordaberry.

En las elecciones de 1971, la Unión Nacional Reeleccionista, sector pachequista del Partido Colorado, lo postuló a la Presidencia de la República, en fórmula completada por Jorge Sapelli, para el caso de que la reforma constitucional propuesta por dicho grupo para habilitar la reelección del presidente Jorge Pacheco Areco no obtuviera los votos necesarios para su aprobación. Como esto fue lo que aconteció, Bordaberry fue elegido presidente de la República. En su momento hubo quienes afirmaron que habría habido irregularidades en dicha elección. En particular, que habría habido más votos que votantes habilitados en algunos circuitos y que estas irregularidades habrían favorecido a Bordaberry, en desmedro de Wilson Ferreira Aldunate, candidato del Partido Nacional.
De esa forma Juan María Bordaberry asumió como presidente en un momento de especial intensidad de las actividades, tanto de la guerrilla representada por el Movimiento de Liberación Nacional-Tupamaros, como de grupos de extrema derecha como el Escuadrón de la muerte y la Juventud Uruguaya de Pie (JUP), todo ello en medio de una crisis económica (la inflación no tardaría en dispararse) y con múltiples medidas prontas de seguridad vigentes, lo cual daba cuenta de lo desvirtuadas que estaban la institucionalidad y la legalidad.

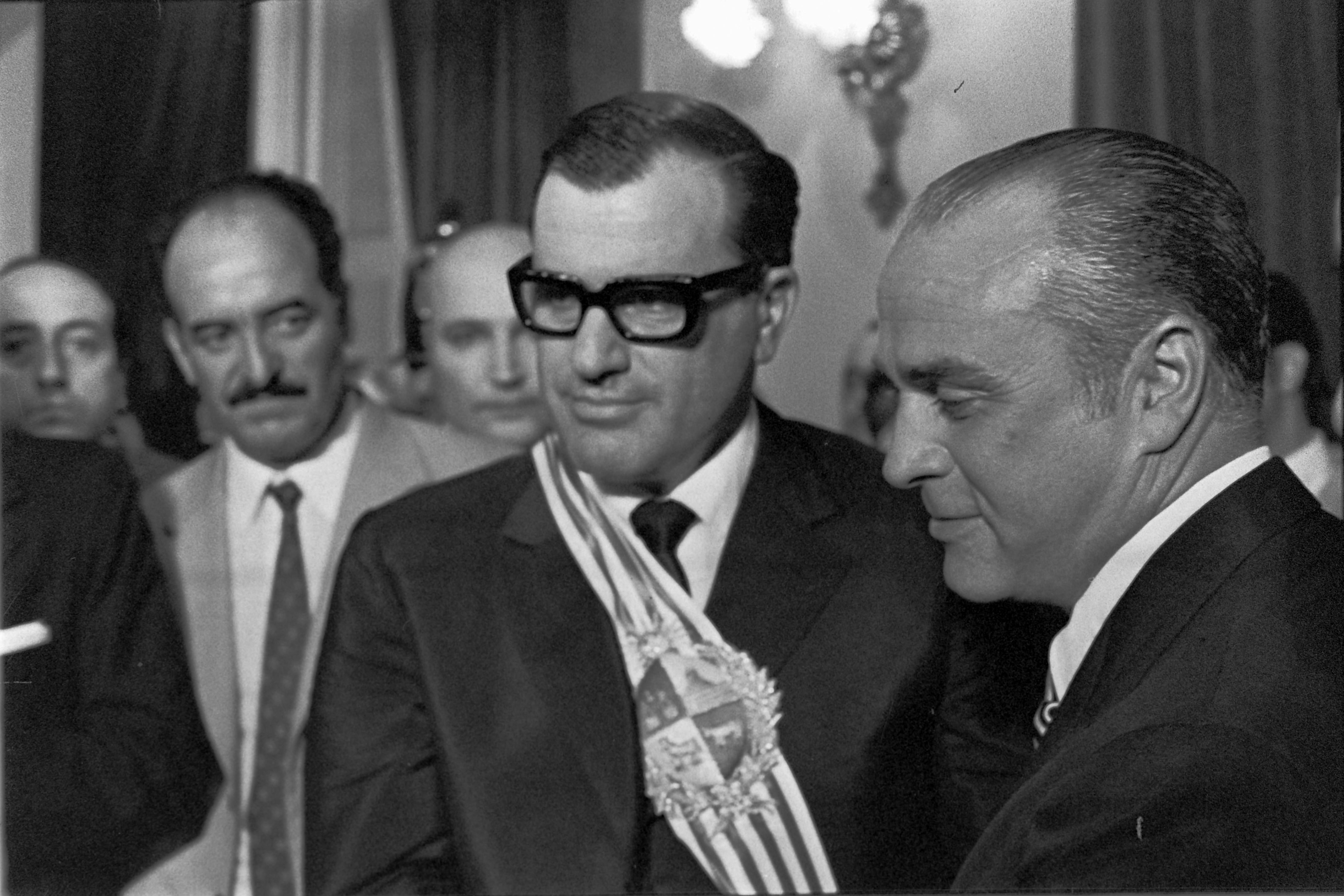
Asunción a la presidencia de la República de Juan María Bordaberry (con la banda presidencial) el 1 de marzo de 1972.

Hizo frente a la situación aliándose con los sectores más conservadores militares y civiles, que ocuparon los puestos más relevantes del gobierno. Durante los primeros meses, se descubrió la "Cárcel del Pueblo" donde la guerrilla tupamara había mantenido a varios secuestrados; ese fue el principio del fin de la guerrilla. Una vez desarticulada la guerrilla se produjo una creciente influencia militar, que culminó con el cuestionamiento de la autoridad de Bordaberry en febrero de 1973, al no aceptar el Ejército y la Fuerza Aérea el nombramiento como Ministro de Defensa del general Antonio Francese. Ante la indiferencia ciudadana a su llamado de "defender las instituciones" y el abandono de su defensa por parte de la Armada, Bordaberry terminó cediendo y pactando con las Fuerzas Armadas el 12 de febrero en el llamado Acuerdo de Boiso Lanza, en lo que, para algunos, fue el prólogo del quiebre institucional que vendría.

## Golpe de Estado del 27 de junio de 1973
Bordaberry presidió el golpe de Estado del 27 de junio de 1973. Disolvió el Parlamento —al que sustituyó por un Consejo de Estado designado por el poder ejecutivo—, las organizaciones sociales, los partidos políticos y suprimió las libertades civiles. Los militares comenzaron entonces a ocupar cargos de responsabilidad en el gobierno en lo que se denominó el "proceso cívico militar".
En 1975, propuso a los militares imponer un nuevo sistema constitucional de inspiración fascista y franquista, eliminando definitivamente a todos los partidos políticos para entonces ilegalizados y suprimiendo las instituciones liberales. En 1976 Bordaberry presentó dos nuevos memorandos políticos a la Junta de Oficiales de las Fuerzas Armadas. Esta consideró que la propuesta de eliminar los partidos políticos era muy arriesgada por lo que, el 12 de junio, decidió destituir a Bordaberry y designar a Alberto Demicheli para reemplazarlo, quien entonces ocupaba la presidencia del Consejo de Estado.
El 16 de junio las Fuerzas Armadas dieron a conocer sus discrepancias con Bordaberry mediante un comunicado:

"(...) Esas discrepancias se materializan:
1. En que el presidente de la República no acepta el futuro funcionamiento de los partidos políticos tradicionales. Entiende que éstos no tienen cabida en el Uruguay del futuro. Propone en substitución de la vigencia de ellos, la promoción y desarrollo de corrientes de opinión que en definitiva vendrían a ocupar el vacío dejado por aquéllos. En cambio, las FF. AA. no quieren compartir el compromiso, la responsabilidad histórica, de suprimir los Partidos Políticos Tradicionales.
2. El Presidente de la República no acepta el pronunciamiento popular a través del voto, porque considera que esa práctica en las democracias actuales es algo superado, argumentando que el voto solamente se debe requerir a los ciudadanos a través del referéndum o plebiscitos, sobre puntos o temas específicos que el Poder Ejecutivo considere conveniente. En contraposición a esto, las FF.AA. sostienen que la soberanía está radicada en la Nación y que, entre otras cosas, una forma auténtica de expresión de esa soberanía, es el voto popular (...)".

## Destitución de Bordaberry

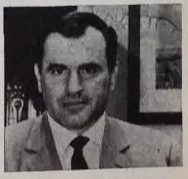
Bordaberry en 1973.

En el año 1976 debían de haber correspondido elecciones generales para elegir un nuevo mandato constitucional, esto colocó al régimen militar en una encrucijada: o se avanzaba hacia una "apertura" o se decidía el establecimiento de un régimen nuevo distinto al de la Constitución de 1967. En esta indefinición en el régimen, tanto en el aspecto político como en el económico, ya que no había visto fructificar la política económica que estaba tratando de impulsar. 
Dada por descartada una apertura del régimen, Bordaberry envía el 1 de junio de ese año un comunicado a la Junta de Oficiales Generales de las Fuerzas Armadas. El comunicado refería a su permanencia en el cargo de presidente si se aceptaban las siguientes propuestas:
a) En lo sucesivo, la presencia de los militares en la conducción de la República debe ser permanente e institucionalizada por una reforma constitucional. Las FF.AA. sustituirán a los partidos políticos. 
b) La soberanía nacional será ejercida por plebiscitos o indirectamente por el Consejo Nacional de la Nación, integrado por el presidente de la República y los comandantes en jefe. 
c) El marxismo es incompatible con el nuevo régimen. 
d) Las formas tradicionales de la democracia deben dejar de existir, porque no son eficaces para la defensa nacional. 
e) El Presidente de la República será electo por el Consejo Nacional de la Nación. Si es el actual, lo será por tres años; de ser otro, por cinco.
La propuesta no agradó a las FF. AA., a pesar de la conformación de una comisión negociadora integrada por representantes del Poder Ejecutivo y de las FF.AA.. El tema se trasladó a los Comandantes en Jefe. La propuesta de eliminar a los partidos políticos resultó demasiado arriesgada, a juicio de los propios militares, y aún de un civil como Alejandro Végh Villegas, quien dirigía la política económica del Gobierno desde el Ministerio de Economía, y elaboró un documento discrepante con la misma.
El 11 de junio se produjo en Suárez Chico el último intento conciliatorio aunque ya las decisiones estaban tomadas. La reunión fue muy áspera. Ni los generales aceptaron el planteo presidencial, ni Bordaberry aceptó firmar varios cientos de proscripciones de hombres vinculados a la política. Si para las FF.AA. el tema se centraba en la mala praxis de algunos políticos, para Bordaberry los hechos tenían un fondo que iba más allá de ellos.
Las divergencias entre Bordaberry y los Comandantes culminaron el 12 de junio, cuando estos decidieron destituirlo y remplazarlo por Alberto Demicheli, Presidente del Consejo de Estado. En el documento que publicaron al respecto, los Comandantes declararon que las Fuerzas Armadas no querían “compartir el compromiso, la responsabilidad histórica de suprimir los Partidos Políticos Tradicionales”, pero tampoco implantar de inmediato una Constitución, que sería sustituida por Leyes Constitucionales durante un período transitorio. Ese día, Demicheli firmó los Actos Institucionales Nos. 1 y 2, por los que se suspendía la convocatoria a las elecciones generales y se creaba el “Consejo de la Nación”, respectivamente. Ese Consejo de la Nación estaría integrado por el Consejo de Estado y la Junta de Oficiales Generales de las tres Armas. Le correspondería la designación del Presidente de la República, de los miembros del Consejo de Estado, de la Suprema Corte de Justicia, del Tribunal de los Contencioso Administrativo y de la Corte Electoral. Es decir, que los máximos organismos del Estado en todas las ramas quedaban supeditados a las decisiones de un órgano militar (la Junta de Oficiales Generales) sumado a otro designado por ellos (el Consejo de Estado). Por esta conjunción de civiles y militares, es que la dictadura se llamó a sí misma “Proceso cívico-militar”.

## Ministros
| Ministerio                           | Nombre                     | Período     |
| ------------------------------------ | -------------------------- | ----------- |
| Interior                             | Alejandro Rovira           | 1972        |
| Interior                             | Walter Ravenna             | 1972 - 1973 |
| Interior                             | Néstor Bolentini           | 1973 - 1974 |
| Interior                             | Hugo Linares Brum          | 1974 - 1976 |
| Relaciones Exteriores                | José Mora Otero            | 1972        |
| Relaciones Exteriores                | Juan Carlos Blanco Estradé | 1972 - 1976 |
| Economía y Finanzas                  | Francisco Forteza          | 1972        |
| Economía y Finanzas                  | Moisés Cohen Berro         | 1972 - 1973 |
| Economía y Finanzas                  | Manuel Pazos               | 1973 - 1974 |
| Economía y Finanzas                  | Alejandro Végh Villegas    | 1974 - 1976 |
| Defensa Nacional                     | Enrique Magnani            | 1972        |
| Defensa Nacional                     | Augusto Legnani            | 1972        |
| Defensa Nacional                     | Armando Malet              | 1972 - 1973 |
| Defensa Nacional                     | Antonio Francese           | 1973        |
| Defensa Nacional                     | Walter Ravenna             | 1973 - 1976 |
| Educación y Cultura                  | Julio María Sanguinetti    | 1972 - 1973 |
| Educación y Cultura                  | José María Robaina Ansó    | 1973        |
| Educación y Cultura                  | Edmundo Narancio           | 1973 - 1975 |
| Educación y Cultura                  | Daniel Darracq             | 1975 - 1976 |
| Obras Públicas                       | Walter Pintos Risso        | 1972        |
| Obras Públicas                       | Ángel Servetti             | 1972 - 1973 |
| Obras Públicas                       | Eduardo Crispo Ayala       | 1973 - 1974 |
| Industria y Comercio                 | Jorge Echeverría Leúnda    | 1972        |
| Industria y Comercio                 | Luis Balparda Blengio      | 1972 - 1973 |
| Industria y Comercio                 | Jorge Presno Harán         | 1973        |
| Industria y Comercio                 | José Etcheverry Stirling   | 1973 - 1974 |
| Industria y Comercio                 | Adolfo Cardoso Guani       | 1974 - 1976 |
| Salud Pública                        | Pablo Purriel              | 1972 - 1973 |
| Salud Pública                        | Juan Bruno Iruleguy        | 1973 - 1974 |
| Salud Pública                        | Justo Alonso Leguísamo     | 1974 - 1976 |
| Salud Pública                        | Mario Arcos Pérez          | 1976        |
| Ganadería y Agricultura              | Benito Medero              | 1972 - 1974 |
| Ganadería y Agricultura              | Héctor Alburquerque        | 1974 - 1975 |
| Ganadería y Agricultura              | Julio Eduardo Aznárez      | 1975 - 1976 |
| Trabajo y Seguridad Social           | Julio Amorín Larrañaga     | 1972        |
| Trabajo y Seguridad Social           | Carlos Abdala              | 1972 - 1973 |
| Trabajo y Seguridad Social           | Marcial Bugallo            | 1973 - 1974 |
| Trabajo y Seguridad Social           | José Etcheverry Stirling   | 1974 - 1976 |
| Transporte, Comunicaciones y Turismo | Carlos Ribeiro             | 1972        |
| Transporte, Comunicaciones y Turismo | José Manuel Urraburu       | 1972        |
| Transporte, Comunicaciones y Turismo | Francisco Mario Ubillos    | 1972 - 1974 |
| Transporte y Obras Públicas          | Eduardo Crispo Ayala       | 1974 - 1976 |
| Vivienda y Promoción Social          | Federico Soneira           | 1974 - 1976 |
| OPP                                  | Ricardo Zerbino            | 1972 - 1973 |
| OPP                                  | Moisés Cohen Berro         | 1973 - 1974 |
| OPP                                  | Juan José Anichini         | 1974 - 1976 |
| Secretaría de Presidencia            | Luis Barrios Tassano       | 1972 - 1973 |
| Secretaría de Presidencia            | Álvaro Pacheco Seré        | 1973 - 1976 |
| Prosecretaría de Presidencia         | Álvaro Pacheco Seré        | 1972 - 1973 |
| Prosecretaría de Presidencia         | Aurelio Terra              | 1973 - 1976 |

## Crímenes durante la Dictadura Cívico Militar Uruguaya

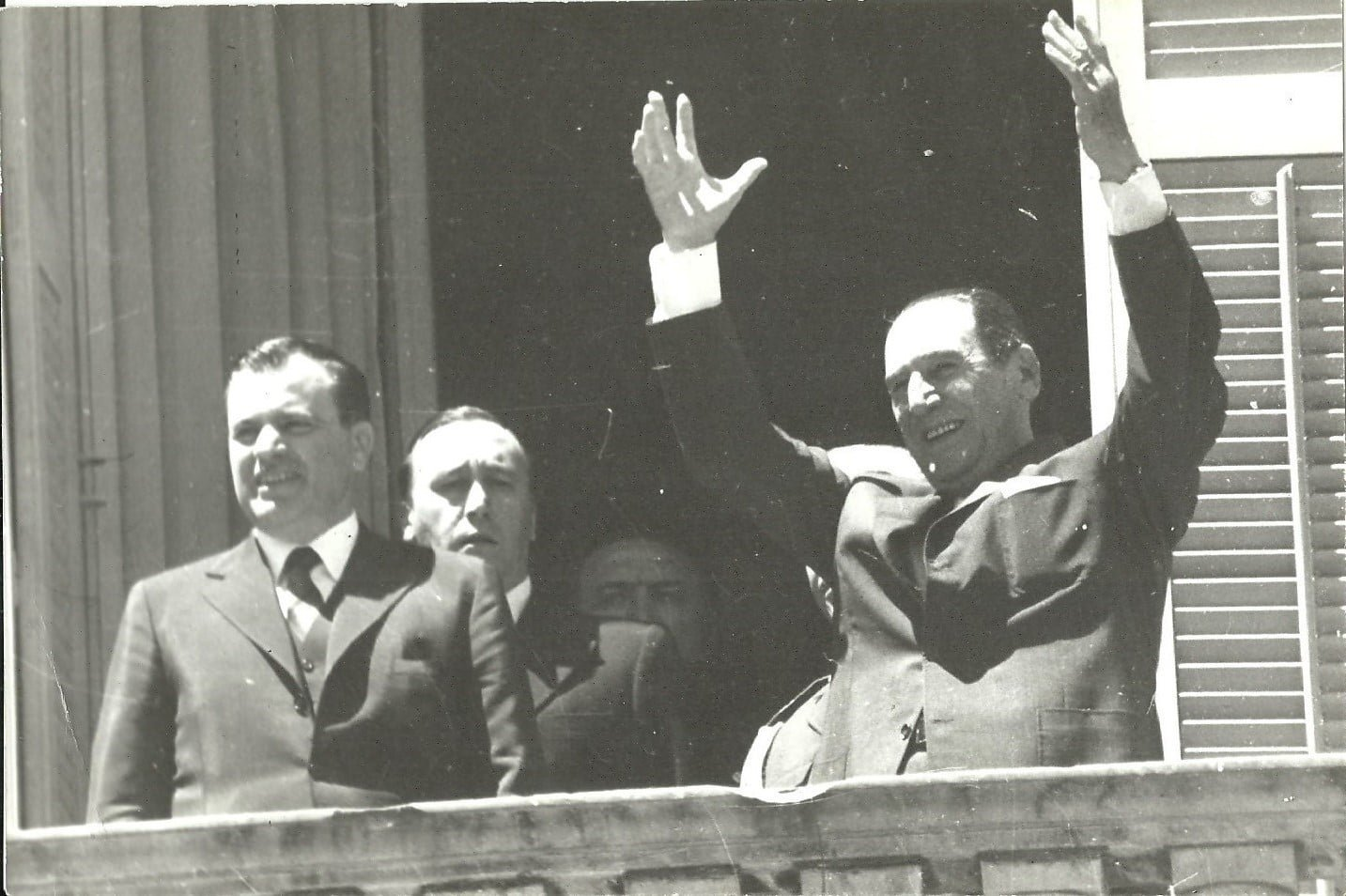
Bordaberry con el presidente de Argentina, Juan Domingo Perón. 12/2/1974.

En el período de la Dictadura cívico-militar en Uruguay (1973-1985) se desaparecieron, asesinaron, torturaron, exiliaron y encarcelaron a muchos  ciudadanos uruguayos y extranjeros que residían en Uruguay en aquel período. Entre ellos está el asesinato del sindicalista Gerardo Gatti en un centro clandestino de detención conocido como Automotores Orletti en la ciudad de Buenos Aires, la capital Argentina,  el 9 de junio de 1976.
En el mismo año 1976 fueron asesinados los legisladores exiliados Zelmar Michelini y Héctor Gutiérrez Ruiz, y los guerrilleros del MLN-Tupamaros Rosario del Carmen Barredo y William Whitelaw Blanco.
En el año 1975 fueron asesinados Ubagesner Chaves Sosa y Fernando Miranda Pérez; sus restos fueron encontrados en el 2005 durante las excavaciones llevadas a cabo ese año. En el transcurso de la dictadura fueron desaparecidos los 23 ciudadanos: Luis E. González, Juan M. Brieba, Carlos Arevalo, Julio Correa, Otermin Montes de Oca, Horacio Gelos Bonilla, José Arpino Vega y Eduardo Pérez Silveira, Luis Eduardo Arigon Castel, Armando Arnone, Andrés Bellizzi, Eduardo Bleier, Ary Cabrera Prates, José Pedro Callaba Piriz, Julio Castro Pérez, Alberto Corchs Laviña, León Duarte, María Emilia Islas Gatti, Miguel Ángel Mato Fagian, Alberto Mechososo Méndez, Omar Paitta, Elena Quinteros y Carlos Rodríguez Mercader, Héctor Castagnetto, Manuel Ramos Filippini y Ibero Gutiérrez. 
Sufrieron desapariciones también algunos menores de edad. Entre ellos están Gatti Casal, Adriana Hernández Hobbas y Beatriz Lourdes Hernández Hobbas, Washington Fernando Severo Barreto y Carlos Baldomiro.
Se estima que hay unos 196 detenidos desaparecidos, 160 de nacionalidad oriental, de los cuales 35 de ellos fueron desaparecidos en Uruguay y los 125 restantes fueron desaparecidos en Argentina.

## Vinculación con el Carlismo
Bordaberry fue uno de los principales exponentes de carlismo fuera de España. Fue designado Caballero de la Legitimidad Proscrita junto a otras personalidades del mundo hispánico el 3 de mayo de 2006 en atención a su compromiso con la Hispanidad y su defensa del carlismo.
Según la Comunión Tradicionalista "su acción de gobierno aplicó principios orgánicos, restauró la autoridad y propició el avance económico y social de los uruguayos, de tal modo que se merece el reconocimiento de los carlistas y de los españoles de buena voluntad". 
En un artículo titulado "Honor al Carlismo" publicado en el número 3 de la revista Custodia de la Tradición Hispánica, Bordaberry sostuvo que "cuando Carlos V, primero de la dinastía carlista, se levanta contra la abolición de la Ley Sálica que le privaba de su derecho, no lo hace solo defendiendo este: lo hace defendiendo la España católica. Todas las desgracias que para España vinieron después, hasta hoy, nacieron allí y para impedirlas se levantó el carlismo. Quiso impedir que España dejara de ser España".
Custodia de la Tradición Hispánica fue una publicación continuadora del Boletín de la Sociedad de Estudios Tradicionalistas "Juan Vázquez de Mella", órgano de difusión de la Hermandad Tradicionalista Carlos VII. Esta hermandad tiene miembros en Argentina y Uruguay. Tuvo como miembro destacado a Álvaro Pacheco Seré, secretario de la Presidencia de la República en el gobierno de Bordaberry.
En marzo de 2005 Bordaberry fue visitado por Sixto Enrique de Borbón, quien se reunió también con otras personalidades del tradicionalismo uruguayo. Las Juventudes Tradicionalistas de España emitieron un comunicado apoyando a Bordaberry y pidiendo su libertad tras su procesamiento por crímenes de lesa humanidad ocurridos durante su gobierno.
Uno de los hijos de Bordaberry, Santiago Bordaberry, es un activista religioso afín al carlismo tradicionalista. Santiago Bordaberry integra la Comisión Fiscal de la Sociedad Rural de Durazno y, en 2007, aumentó su perfil en los medios de prensa uruguayos a raíz del procesamiento de su padre.

## Procesamiento
Bordaberry fue condenado por la justicia uruguaya por crímenes de lesa humanidad ocurridos en oportunidad del golpe de Estado y de la dictadura que él encabezó, siendo acusado de violar la Constitución y de ser el autor intelectual de secuestros y desapariciones de opositores políticos al régimen. El 16 de noviembre de 2006 fue sometido a proceso por estos crímenes, junto con quien fuera su canciller, Juan Carlos Blanco. El juez Roberto Timbal le imputó los asesinatos de los legisladores Zelmar Michelini y Héctor Gutiérrez Ruiz ocurridos en 1976, cuando se hallaban refugiados en Buenos Aires, y de dos ex presos políticos refugiados en Argentina, los exguerrilleros tupamaros Rosario del Carmen Barredo y William Whitelaw Blanco, en el marco del Plan Cóndor. Fue sometido a prisión preventiva.
El 20 de diciembre de 2006 la jueza Graciela Gatti lo sometió a proceso también, imponiéndole asimismo prisión preventiva, como imputado de los asesinatos de Ubagésner Chaves Sosa y Fernando Miranda Pérez (cuyos restos fueron hallados en 2005 como consecuencia de las excavaciones en predios militares ordenadas por el Poder Ejecutivo en cumplimiento del artículo 4.º de la Ley de Caducidad), y de Luis E. González, Juan M. Brieba, Carlos Arévalo, Julio Correa, Otermin Montes de Oca, Horacio Gelós Bonilla, José Arpino Vega y Eduardo Pérez Silveira, detenidos que aún permanecen desaparecidos pero que la jueza entendió debían ser considerados fallecidos a efectos de este proceso. Todos estos hechos ocurrieron durante su período de gobierno. La jueza Gatti declaró, empero, prescripto el delito de "atentado a la Constitución" que se le atribuía, por haber perpetrado el golpe de Estado del 27 de junio de 1973. 
El 23 de enero de 2007 fue internado en un hospital de Montevideo, aquejado de serios problemas pulmonares. Teniendo en cuenta su estado de salud, el juez Pablo Eguren le otorgó el beneficio de la prisión domiciliaria, por lo que desde el 27 de enero pasó a cumplir su detención en el domicilio de uno de sus hijos, ubicado en la capital uruguaya.
El 1 de junio de 2007 un Tribunal de Apelaciones confirmó la iniciación de proceso en su contra por el caso de los asesinatos de Michelini y Gutiérrez Ruiz. Asimismo, el 10 de septiembre del mismo año, otro Tribunal de Apelaciones confirmó la apertura de proceso decretada por la jueza Gatti por los diez homicidios, así como la prescripción del delito de "atentado a la Constitución".
El 7 de febrero del 2008, el BPS suspendió la jubilación que percibía como expresidente de la República.
El 9 de febrero del 2010 la jueza Mariana Mota lo condenó a treinta años de penitenciaría, a quince años de medidas de seguridad, a inhabilitación absoluta por seis años y a hacerse cargo de los gastos de reclusión. La condena es por los delitos de atentado contra la Constitución en reiteración real, nueve crímenes de desaparición forzada y dos crímenes de homicidio político.
El 5 de marzo de 2010 la fiscal Mirtha Guianze solicitó una condena de 30 años de prisión para Juan María Bordaberry y para el excanciller Juan Carlos Blanco en la causa por los asesinatos de Zelmar Michelini, Héctor Gutiérrez Ruiz, Rosario del Carmen Barredo y William Whitelaw Blanco.

## Fallecimiento
Bordaberry falleció en Montevideo el 17 de julio de 2011; sus restos yacen en el Cementerio Parque Martinelli de Carrasco.

## Familia
Casado con Josefina Herrán, tuvo nueve hijos: María (psicóloga), Juan María (ingeniero agrónomo), Juan Martín (empresario), Juan Pedro (abogado, político, senador del Partido Colorado), Santiago Juan (veterinario, activista ganadero y religioso), Juan Pablo (ingeniero agrónomo), Juan Javier (abogado), Juan Andrés (contador) y Ana (diseñadora textil) nacida después del 27 de junio de 1973. Los nueve hijos le dieron 19 nietos al matrimonio Bordaberry-Herrán.